# Ostrivec
Ostrívec (´) je grafično znamenje, oziroma ločevalno znamenje (diakritično znamenje), ki se uporablja v mnogih pisavah novejših jezikov, katerih pisava in abeceda izvira iz latinice. Beseda akute, ki jo nekateri jeziki uporabljajo za oznako ostrivca (prim. nemščina akut, angleščina acute accent, italijanščina accento acuto, španščina acento agudo), izvira iz latinske besede acutus (oster), kar izhaja iz grške besede ὀξύς: oxýs.

## Ostrivec v slovenščini
Ostrivec se v slovenščini uporablja pri označevanju jakostnega naglasa in označuje dolge samoglasnike (pri samoglasnikih e in o tudi ožino):
- pas [pás],
- kis [kís],
- duh [dúh],
- lep [lép],
- mož [móž‑].